# Earl Calloway
Earl Genard Calloway (ur. 30 września 1983) – amerykański koszykarz występujący na pozycji rozgrywającego, posiadający także bułgarskie obywatelstwo, obecnie zawodnik Afyon Belediye.

## Kariera
Po zostaniu niewybranym w drafcie NBA 2007, Calloway dołączył do Fort Wayne Mad Ants w NBA D-League. Poprowadził swój zespół do wygranej z 19 punktami na mecz. Był również szósty w Lidze z 5,8 asysty na mecz i czwarty z 2,1 przechwytu na mecz. W sukcesie jego zespołu pomogło też 5,1 zbiórki na mecz. Patrząc na jego statystyki nie dziwi fakt że został w tym sezonie MVP.
Po udanym sezonie w USA udał się za ocean by tam kontynuować swoją karierę. W Europie grał dla drużyn w Chorwacji, Hiszpanii i Turcji.

## Reprezentacja Bułgarii
Pomimo tego, że urodził się w USA, ma także bułgarskie obywatelstwo, co pozwala mu na grę dla tego kraju.
Uczestniczył w jej barwach na kwalifikacjach do EuroBasketu 2011.

## Osiągnięcia
Stan na 11 czerwca 2019, na podstawie, o ile nie zaznaczono inaczej.
NCAA
- Uczestnik turnieju NCAA (2006, 2007)
- Zaliczony do składu honorable mention All-Big 10 (2007)

Drużynowe
- Mistrz Chorwacji (2009)
- Wicemistrz Eurocup (2011)
- Zdobywca pucharu Chorwacji (2009)

Indywidualne
- Zaliczona do składu All D-League honorable mention (2008)

Reprezentacja
- Uczestnik mistrzostw Europy (2011 – 13. miejsce)